# Goombay Dance Band
De Goombay Dance Band is een Duitse band, die eind jaren 1970 en begin jaren 1980 in voornamelijk Europa enkele hits scoorde met Caraïbische muziek. In Nederland zijn ze vooral bekend van hun nummer 1-hit Sun of Jamaica uit 1980 dat ook de nummer één positie wist te bereiken in de Europarade. In 1982 scoorde de Goombay Dance Band als een van de eerste Duitse bands een nummer 1-hit in het Verenigd Koninkrijk Engeland met Seven tears.

## Achtergrond
Middelpunt van de band is de Duitser Oliver Bendt, die van kinds af aan actief was in de muziek. Bendt bouwde zangervaring op door deelname aan een kerkkoor en volgde muziek en theater aan de hogeschool (Hochschule für Musik und Theater Hamburg) in Hamburg. Eind jaren zestig speelde hij in de Duitse versie van de musical Hair. In die tijd leerde hij zijn vrouw Alicia kennen. Bendt bracht als schlagerzanger platen uit maar eind jaren zeventig vestigde hij zich met zijn vrouw in het Caribische Saint Lucia waar zij geboren is. Daar kwam de gedachtegang op om een groep te beginnen, de Goombay Dance Band. Met hem zelf in beeld en als stuwende kracht voor sfeervolle Caraïbische muziek. De overige leden, waaronder zijn vrouw als een van de zangeressen, allen van negroïde afkomst, zorgden naast hun zang en show voor een bij de muziek passende Caraïbische sfeer.
De ontwikkelde act was voor enkele jaren succesvol in met name Europa. Daarbuiten wist de Goombay Dance Band ook de Nieuw-Zeelandse hitlijst te bereiken. Na 1982 ging het succes bergafwaarts, maar bleef de band nog jaren lang een prima act voor verschijning in vele Duitse muziekprogramma's.

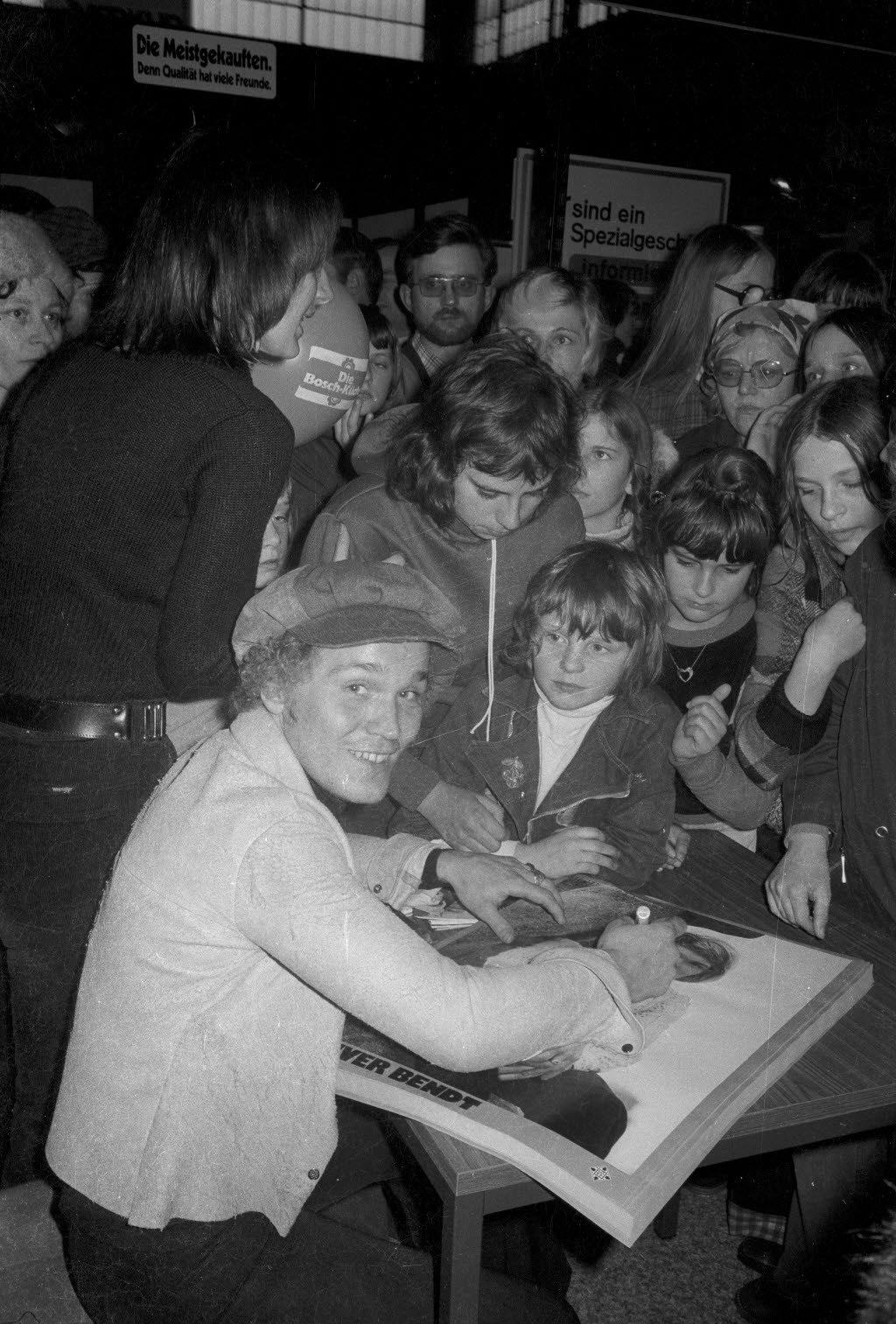
Bandleider Oliver Bendt tijdens een signeersessie in Kiel, 1975

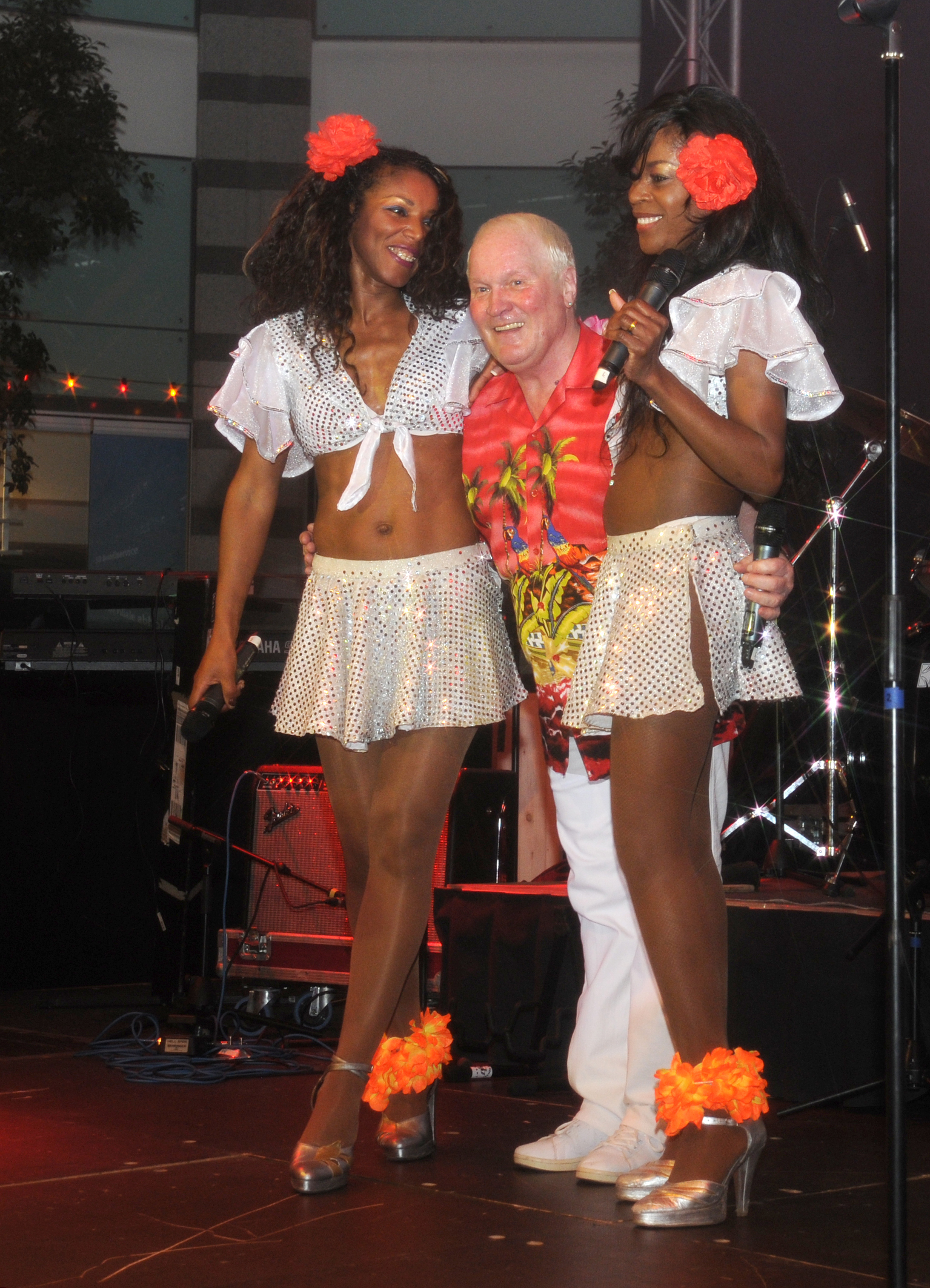
bezetting 2009-2016 (Oliver Bendt, Kátia Waléria Ferreira en Diana Hoogdorf)

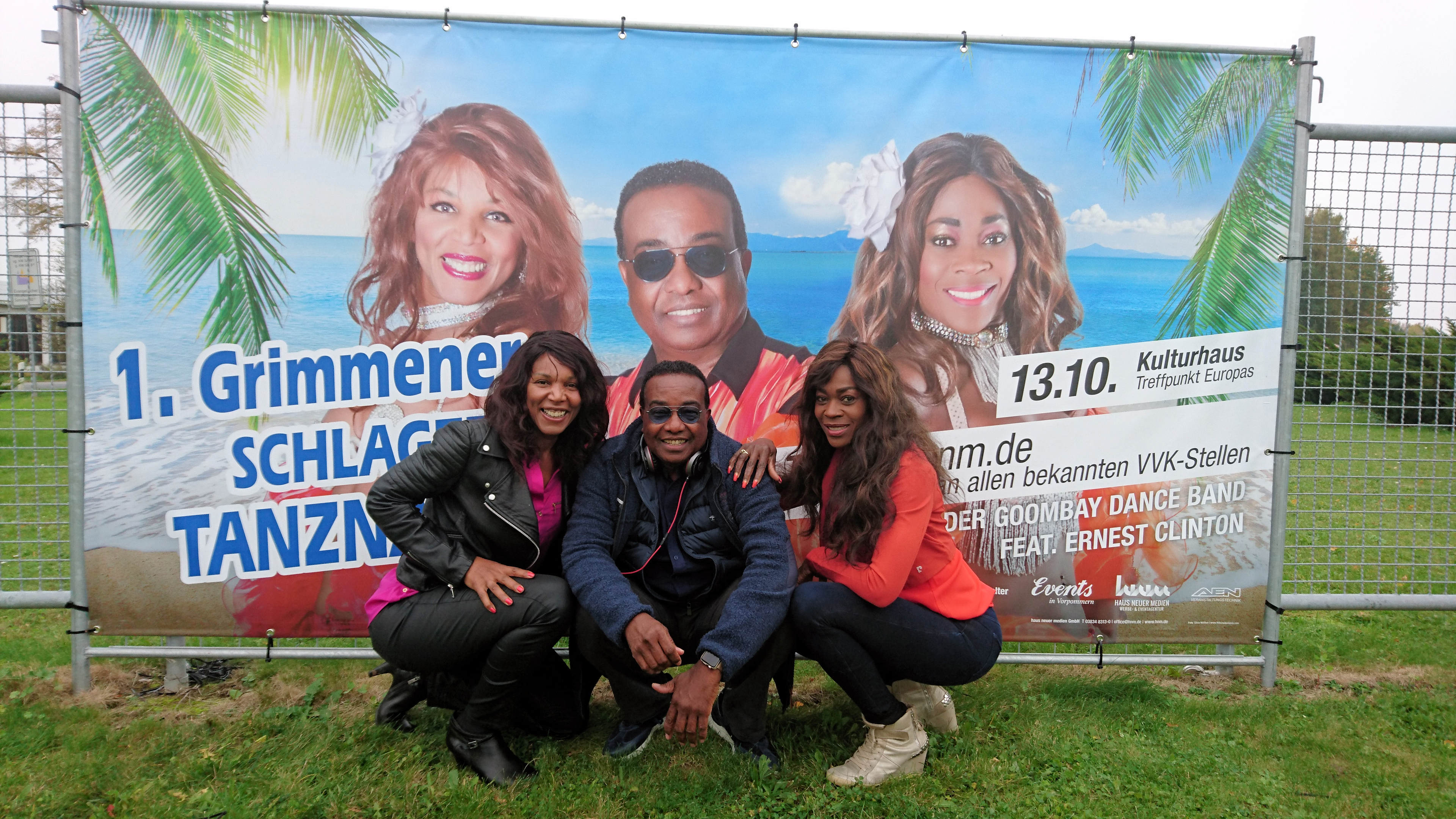
bezetting sinds eind 2016 (Ernest Clinton, Kátia Waléria Ferreira en Diana Hoogdorf)

In het voorjaar van 2009 verscheen de single Over the oceans. Bendt toerde met de band tot eind 2016 door Duitsland. Sinds 2017 is de Goombay Dance Band doorgegaan met een nieuwe leadzanger, Ernest Clinton.

## Leden

#### Tijdens succesvolle hitperiode[5]
- Oliver Bendt
- Alicia Bendt
- Dorothy Hellings
- Wendy Doorsen
- Mario Slijngaard

#### Overigen
- Dizzy Daniel Moorehead
- Kátia Waléria Ferreira
- Ernest Clinton
- Diana Hoogdorp

## Hitnoteringen

### Singles
| Single met eventuele hitnotering(en) in de Nederlandse Top 40 | Datum van verschijnen | Datum van binnenkomst | Hoogste positie | Aantal weken | Opmerkingen                                        |
| ------------------------------------------------------------- | --------------------- | --------------------- | --------------- | ------------ | -------------------------------------------------- |
| Sun Of Jamaica                                                | 1979                  | 29-3-1980             | 1(3wk)          | 13           | #1 in de Nationale Hitparade                       |
| Aloha-Oe, Until We Meet Again                                 | 1980                  | 21-6-1980             | 4               | 9            | #4 in de Nationale Hitparade                       |
| Seven Tears                                                   | 1981                  | 29-5-1982             | 7               | 9            | #7 in de Nationale Hitparade/ Alarmschijf          |
| Sun Of Jamaica                                                | 2005                  | 21/05/2005            | 62              | 3            | met Antibazz & Sunstarz / #62 in de Single Top 100 |

### NPO Radio 2 Top 2000
Van Goombay Dance Band stond alleen Sun of Jamaica in 1999 in de NPO Radio 2 Top 2000, op plek 1900.